# 大和古墳群
大和古墳群（おおやまとこふんぐん）は、奈良県天理市南部の萱生町から中山町に所在する古墳群。一部が国の史跡に指定されている。　
「オオヤマト古墳集団」とも表記される。最大の古墳は西殿塚古墳である。奈良盆地の東南の山麓に沿って、南から纏向古墳群、柳本古墳群、大和古墳群の3つの古墳群が、初瀬川 (奈良県)右岸をおよそ南北に縦に並んで存在している。細分すると3つに分かれるが、1つの古墳集団としてとらえることができ、「オオヤマト古墳集団」は、このような最も広い意味で用いられる呼称である。
前方後円墳としては最古級の古墳に属する箸墓古墳を含む纏向古墳群（箸中古墳群）を別にすれば、少し後からの築造と考えられている（狭義の）大和古墳群と柳本古墳群を合わせて大和・柳本古墳群と称することがある。いずれも、古墳時代前期前半に営まれたものと考えられる。

## 概要
この古墳群を大和古墳群と呼ぶのは、古墳群の西辺に大和神社が鎮座することによる。群中には、前方後円墳12基、前方後方墳5基、円墳7基の存在が知られている。これらの古墳は、丘陵上の一群を中山支群、扇状地上の一群を萱生（かよう）支群とに分けることができる。したがって「中山古墳群」「萱生古墳群」の呼称もしばしば用いられる。
大和古墳群では古墳間の規模にあまり差がなく、主墳と陪墳という関係ではない。南にある柳本古墳群は主墳と陪墳の傾向が強く、纏向古墳群は主墳と陪墳の関係で構成されている。なお、陪墳といっても強制の殉死をするわけではない。
大和古墳群中最大の前方後円墳である西殿塚古墳（墳丘長234メートル）は、柳本古墳群の行燈山古墳（現崇神天皇陵、241メートル）や渋谷向山古墳（現景行天皇陵、310メートル）に先行して築造された可能性が高い。
王墓と推定される巨大古墳は、古墳時代前期後半には奈良盆地の西北部へ移動している。佐紀盾列古墳群と呼ばれる古墳群がそれである。
2014年（平成26年）10月6日、古墳群のうちノムギ古墳・下池山古墳・中山大塚古墳の古墳域を包括して「大和古墳群」として国の史跡に指定された。

## 主な古墳
大和古墳群中最大の規模を有し、「大王墓クラス」とみられているのが上述の西殿塚古墳である。現在、手白香皇女陵に治定されており、宮内庁が管理しているために、一般国民はもちろん研究者も許可なく自由に立ち入ることはできない。なお、治定が決定したのは1876年（明治9年）のことであり、手白香皇女（継体天皇皇后）は6世紀前半から中ごろにかけての女性である。しかし、古墳の推定年代は3世紀後半から4世紀前半にかけての時期であり、初期のヤマト王権の王墓と考えられている。
西殿塚古墳の近傍には全長175メートルに達する東殿塚古墳がある。西殿塚古墳とともに萱生古墳支群に属し、4世紀初頭の造営と考えられる。
それ以外には、100メートルから140メートル級の7基の前方後円墳、および3基の前方後方墳がある。
1986年に吉備政権の要素の濃い特殊器台の破片が発見されたことによって、古墳発生期までさかのぼる可能性の指摘された中山大塚古墳（120メートル）があり、1993年には後円部に竪穴式石室が造営されていたことが分かった。この石室には、主として輝石安山岩（サヌカイト）と推定される板石が用いられている。
上述の手白香皇女の真墓でないかとみなされているのが、本古墳群に属する西山塚古墳である。古墳時代前期の古墳が多い本古墳群のなかで、西山塚古墳のみが6世紀前半ころの造営によるものである。